# Nahanni-Nationalpark
Der Nahanni-Nationalpark (englisch Nahanni National Park Reserve of Canada, französisch Réserve de parc national du Canada Nahanni) ist ein 30.050 km² großes Schutzgebiet mit einem einem Nationalpark entsprechenden Status in den kanadischen Nordwest-Territorien.
Es erstreckt sich 500 km westlich von Yellowknife entlang des South Nahanni Rivers und wurde 2009 von ursprünglich 4765 km² auf die heutige Größe erweitert, obwohl die Rechtsverhältnisse des Landes zwischen der Kanadischen Bundesregierung und den als Dehcho First Nations organisierten Indianern vom Volk der Dene und der Métis noch nicht vollständig geklärt sind. Aus diesem Grund ist auch die Nahanni National Park Reserve noch nicht formal als Nationalpark ausgewiesen, sondern trägt seit 1976 die für die Gründungsphase vorgesehene Widmung einer National Park Reserve.
Das Schutzgebiet wurde 1976 gegründet und im Jahr 1978 in das UNESCO-Weltnaturerbe aufgenommen. Es gehört zu den ersten auf der Weltnaturerbeliste. Bei dem Park handelt es sich um ein Schutzgebiet der IUCN-Kategorie II (Nationalpark), welcher von Parks Canada, einer Crown Agency (Bundesbehörde), verwaltet wird.
Im Nationalpark liegen die 96 m hohen Virginia-Fälle. Aufgrund seiner Abgelegenheit hat der Park wenige Besucher, im Haushaltsjahr 2019/2020 waren es 770.

## Geschichte
Die Einrichtung des Nationalparks wurde erstmals in den späteren 1960er Jahren vorgeschlagen. Vorausgegangen waren Pläne für den Bau eines Wasserkraftwerkes am South Nahanni River unterhalb der Virginia-Fälle, was schwerwiegende Auswirkungen auf die Umwelt gehabt hätte. Im Jahre 1972 wurde entlang des Flusses, vom Rand der Batholith-Felsen („Ragged Range“) am Rabbitkettle Lake bis stromabwärts zur Mündung in den Liard River, ein erster Parkkorridor eingerichtet.
1971 wurden neu entdeckte Kalksteinhöhlen am First Canyon untersucht, was zur weiteren Studie der Geomorphologie und Hydrologie des Reservats im Auftrag von Parks Canada führte. Nach der zeitgleichen Dokumentation der Flora, Fauna und Ökozonen wurde das Reservat dann im Jahr 1978 als UNESCO-Weltnaturerbe eingeschrieben.
Im Jahre 2009 wurde der Park um das Ram-Becken und das gesamte South-Nahanni-Becken, welches sich im Besitz der Dehcho First Nations befindet, erheblich erweitert. Von der Vergrößerung des Nationalparks ausgeschlossen sind die beiden Bergbaugebiete am Flat River (Cantung) und am Prairie Creek, einem Nebenfluss am Nordufer des South Nahanni, wo Zink, Blei und Silber abgebaut wird. 2012 wurde das nordwestlich an den Park angrenzende Gebiet der Sahtu First Nations als Naats'ihch'oh-Nationalpark gegründet.

## Geographie

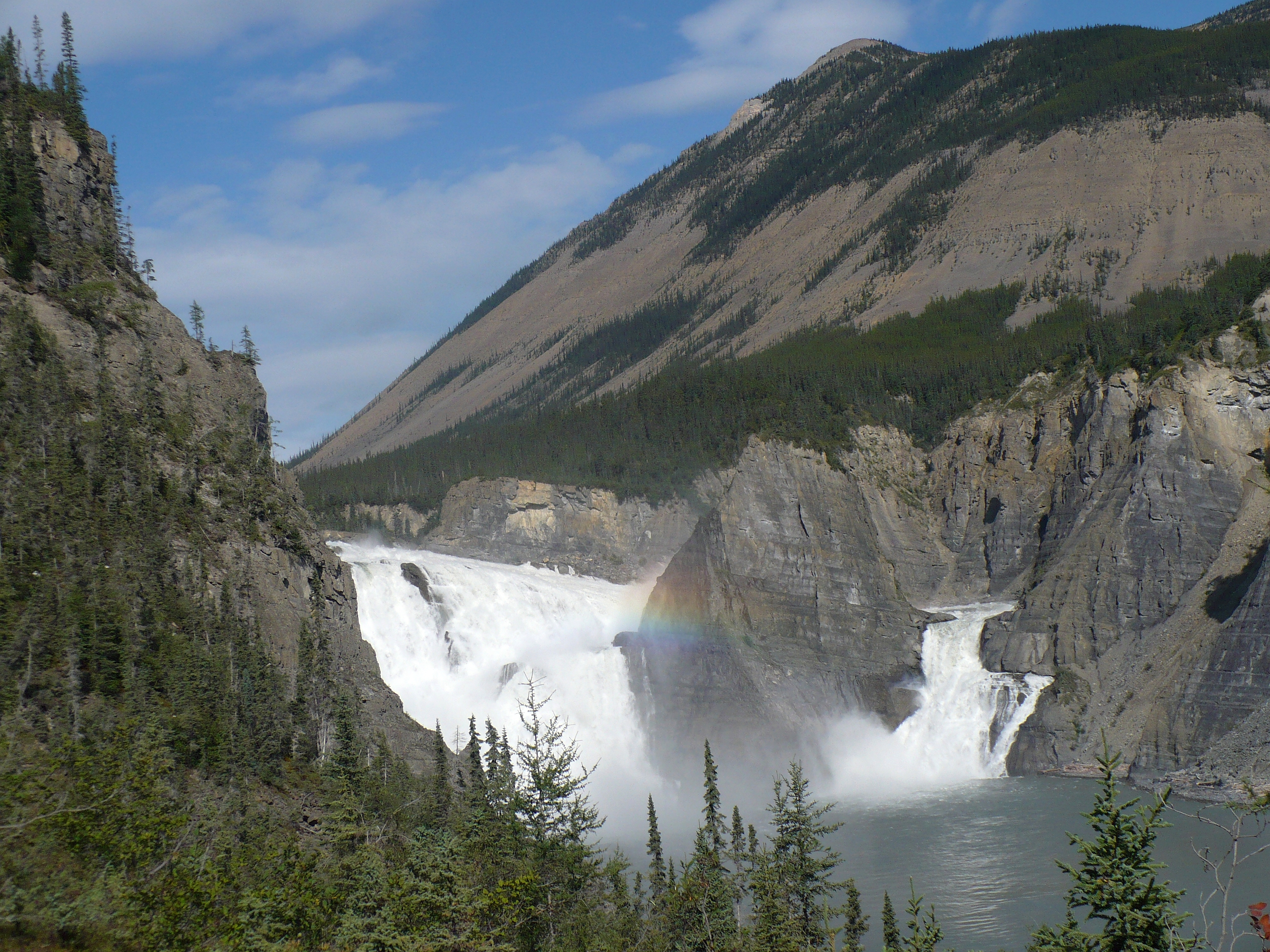
Virginia-Fälle

Der Park liegt im nördlichen Teil der Taiga-Kordillere, eine abwechslungsreiche Landschaftszone mit Gebirgszügen, sanften Hügeln, Hochebenen, breiten Senken und eingeschnittenen Tälern. Das westliche Ende wird durch die Selwyn-Berge der Mackenzie Mountains und der sägezahnförmigen, vulkanischen Ragged Range gebildet, die jeweils Gletscher aufweisen. Die südliche Grenze bildet die Boreale Kordillere, der östliche Rand reicht bis in die Taiga-Ebene hinein. In einem Tal unterhalb der Ragged Range hat sich der Rabbitkettle, ein 60 m breiter Tuffsteinhügel, 30 m hoch mit komplizierten Terrassen um eine heiße Quelle herum aufgeschichtet. In starken Kontrast dazu befinden sich in der Mitte und im Osten des Parks Abschnitte mit tief zerklüfteten Sandstein-, Schlamm-, Schiefer- und Kalksteinhügeln der Funeral Range und der Headless Range sowie des Tlogotsho Plateau und Liard Plateau und der Mackenzie Mountains. Mit einer Höhe von 2773 m ist der Mount Nirvana der höchste Punkt im Park.
Weite Teile des Parkzentrums sind seit bis zu 300.000 Jahren unvergletschert geblieben. Am östlichen Ende befinden sich 6 m hohe, winderodierte Formen aus weißem Sandstein, die sogenannten Sand Blowouts, und der Yohin-See. Die Kalksteinlandschaft im Einzugsgebiet nördlich des Reservats wird als bedeutendster subarktischer Karst mit der markantesten zersetzten Karstlandschaft der nördlichen Hemisphäre angesehen. Die für Besucher geschlossene Grotte Valerie gilt als eine der schönsten Eishöhlen der Welt. Sie enthält große Kammern, ein 1.900 m langes Tunnelsystem und die „Galerie der Toten Schafe“, in der etwa 100 verirrte Dall-Schafe starben.
Rund 270 Kilometer des South Nahanni River, der über den Liard River in das Mackenzie-Becken entwässert, und ein Siebtel seines 35.000 Quadratkilometer großen Einzugsgebietes liegen innerhalb des Parks. Der South Nahanni und sein Nebenfluss, der Flat River, sind älter als die meisten Bergketten, die sie flankieren. Innerhalb des Parks verliert der Fluss insgesamt 475 Meter an Höhe, allein über die spektakulären Virginia-Fälle, die fast doppelt so hoch wie die Niagara-Fälle sind, stürzt er sich über 90 Meter in die Tiefe. Danach fließt er 70 Kilometer durch eine Serie von vier, 460 bis 1200 Meter tiefen Schluchten und durch Karstgelände mit Grotten, Senklöchern, Labyrinthen, engen Schluchten und einem unterirdischen Flusssystem. Der Flusspegel ist im Winter niedrig, aber nach der Frühjahrsschmelze treten von Juni bis September starke Hochwasser und flutartige Überschwemmungen auf.

### Klima
Es herrscht ein kaltes Kontinentalklima mit starken monatlichen Temperatur- und Niederschlagsschwankungen vor. Die in Fort Liard gemessenen Höchst- und Tiefsttemperaturen betragen 34 °C bzw. −46,7 °C. Von Juni bis August betragen die mittleren Höchst- und Tiefsttemperaturen bei Tungsten, 35 km westlich vom Park, 17 °C und 6 °C; die absoluten Höchst- und Tiefstwerte für diese Monate sind 30 °C bzw. 0 °C. Die durchschnittlichen monatlichen Niederschläge von Juni bis August liegen zwischen 60 und 90 mm, wobei im Juli schwere Gewitter auftreten können. Mit zunehmender Höhe sinken die Temperaturen und nimmt der Niederschlag zu. Schneefall ist zu jeder Jahreszeit möglich.

## Ökosystem

### Flora

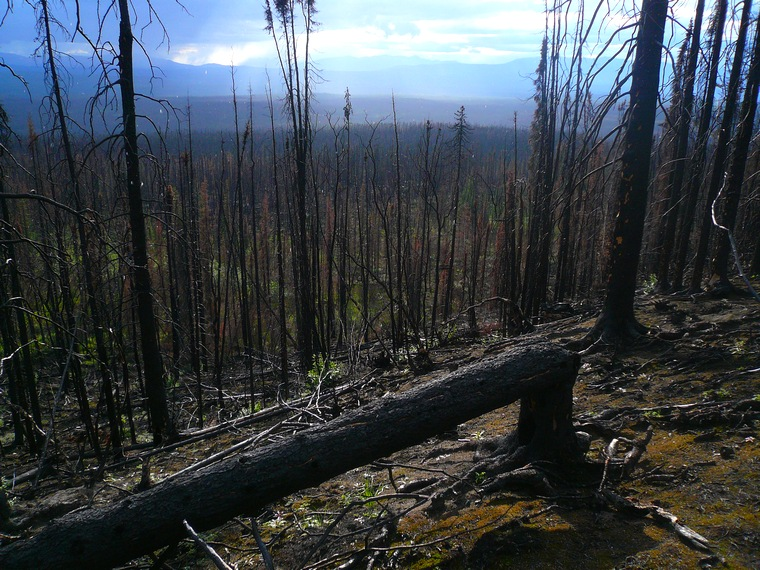
Taiga bei Tuchitua

Der Park enthält Pflanzenarten aus zwei großen Ökosystemen: der nearktischen Taiga und der nearktischen alpinen Tundra sowie den Übergangsphasen dazwischen. Alle Stufen des borealen Waldes treten auf, von Brandflächen bis hin zu uralten Fichtenwälder, und von feuchten Tiefebenen bis hin zur alpinen Tundra. Über 700 Arten von Gefäßpflanzen und 325 Moosarten wurden im Park nachgewiesen, welcher somit die vielfältigste Vegetation aller vergleichbaren Gebiete in den Nordwest-Territorien aufweist. Dies lässt sich auf das Vorhandensein von hochspezialisierten Lebensräumen wie heißen und kalten Mineralquellen, Wasserfall-Nebelzonen, feuchten kalkhaltigen Substraten und unvergletschertem Gelände zurückführen.
Die Talsohlen werden von der dicht wachsenden Weiß-Fichte und der Pappel dominiert. In höheren Lagen und an den Nordhängen ist die Schwarz-Fichte stärker vertreten, im Westen die Küsten-Kiefer. In Nähe der Virginia-Fälle gibt es ein Gebiet der Fichten-Lärchen/Flechten-Taiga mit mehreren Orchideenarten. Die durch Seggen, Flechten, Gräsern und Sträuchern geprägte alpine Tundra kommt in den höheren Gebirgsregionen der Tlogotsho, Headless und Funeral Ranges vor. Die Wildminze Lamius, die Goldrute, die Gelbe Gauklerblume und die endemische Nahanni-Aster gehören zu den vielen Blütenpflanzen, die reichlich neben Mineralquellen in der Nähe des Flat River wachsen.

### Fauna

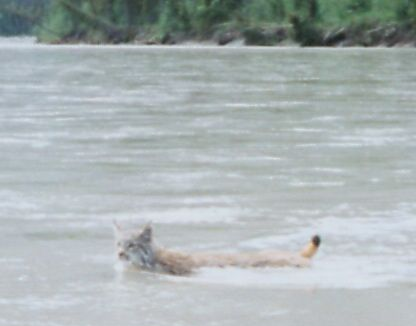
Schwimmender Luchs im Nahanni River

Die Tierwelt ist für den relativ hohen Breitengrad des Parks sehr vielfältig und wird durch saisonale Wanderungen oder Überwinterungen beeinflusst. 42 Säugetierarten kommen vor, darunter der Kanadische Biber, der Grauwolf, der Grizzlybär, der Schwarzbär, der Nordamerikanische Fischotter, der Vielfraß, der Kanadische Luchs, das Kanadische Waldkaribu, der Elch, der Weißwedelhirsch, die Schneeziege, das Dall-Schaf und eine Vielzahl an Nagetieren.
Insgesamt 180 Vogelarten aus 29 Familien wurden beobachtet, darunter der Amerikanische Wanderfalke, der Steinadler und der Weißkopfseeadler. Eine kleine Population von Trompeterschwänen, eine in Kanada sehr seltene Art, nistet am Yohin-See. Weiterhin sind 16 Fischarten bekannt. Arktische Äschen, Dolly-Varden-Forellen, Amerikanische Seeforellen und Stierforellen kommen in den Nebenbächen des Nahanni und Flat Rivers vor.

## Nutzung

### Bevölkerung
Es gibt Anzeichen dafür, dass das Parkgebiet schon in prähistorischer Zeit genutzt wurde. Als in den 1820er Jahren Pelzhandelsgesellschaften ihre Posten entlang des Mackenzie Rivers errichteten, lebten dort die als Kaska bekannten Goat oder Mountain Indians. Diese wurden vom Mountain-Dene-Stamm der Dehcho First Nations verdrängt, einem Slavey sprechenden Volk.
Heute leben etwa 100 Nahani Dene in Nahanni Butte am Zusammenfluss des Liard und South Nahanni am südlichen Ende des Parks.
Fort Liard, die nächste große Siedlung außerhalb des Parks, erhielt erst 1979 eine Straßenverbindung zum Alaska Highway. 1981 lebten etwa 2000 Menschen rund um den Park. Fort Liard und Jean Marie sind zu 90 % indigene Gemeinschaften von Denes und Métis (Mischblütige). Fort Simpson (981 Einwohner) ist fast zu gleichen Teilen in eine indigine und nichtindigene Bevölkerung aufgeteilt. Westlich des Parks befindet sich die zu einer privaten Bergbaugesellschaft gehörende Siedlung Tungsten mit 380 Einwohnern.

### Wirtschaft
Zu den wichtigsten wirtschaftlichen Aktivitäten zählen die Öl- und Gasförderung, Bergbau, Holzwirtschaft, Luft- und Straßenverkehr sowie das Kunsthandwerk.

### Tourismus
Die Saisonzeit ist relativ kurz, etwa 89 % der Besucher kommen in den Monaten Juli und August.
Für Besucher gibt es Wanderwege und Aussichtspunkte und vier Campingplätze am Rabbitkettle Lake, bei Portage Landing, den Virginia-Fällen und Kraus Hotsprings. An den beiden ersten Standorten bieten Parkmitarbeiter Naturinterpretationen und geführte Wanderungen an. Ausflüge in den Park müssen beim Fort Simpson Visitors’ Information Center angemeldet werden. Beliebt sind Wildwasserpaddeln mit Kanu oder Kajak, Wanderungen entlang eines Flussufers und eintäge Flugtouren. Da der Park nur schwer erreichbar ist, sind Charterflüge von nah gelegenen Städten das bevorzugte und bequemste Anreisemittel. Regelmäßige Flugverbindungen gibt es von Fort Simpson, Watson Lake oder Fort Nelson nach Rabbitkettle Lake und den Virginia-Fällen.

## Schutz

### Eintragung als Weltnaturerbe
Der 1976 ausgewiesene Nationalpark wurde 1978 aufgrund eines Beschlusses der zweiten Sitzung des Welterbekomitees als erste Weltnaturerbestätte Kanadas in die Liste des UNESCO-Welterbes eingetragen. In der Sitzung wurde auch die Wikingersiedlung L’Anse aux Meadows als erstes Weltkulturerbe des Landes aufgenommen.
Die Welterbestätte umfasst eine Fläche von 476.560 Hektar.
In der Begründung für die Eintragung heißt es unter anderem:

„Die Welterbestätte Nahanni-Nationalpark, die sich in den kanadischen Nordwest-Territorien befindet, ist ein 470.000 Hektar großes, unberührtes Naturgebiet mit tiefen, sich durch die Gebirgszüge schneidenden Flussschluchten, riesigen Wasserfällen und komplexen Höhlensystemen. Die Geomorphologie des Parks besticht durch ihren Reichtum an Form und Vielfalt der Evolution. … Innerhalb des Parks befinden sich Beispiele für fast jede bekannte Kategorie von Flüssen oder Bächen, zusammen mit einem der beeindruckendsten Wasserfälle Nordamerikas, den Virginia-Fällen. Der Flat River und der South Nahanni River sind älter als die Berge, die sie durchschneiden, beide haben die ausgezeichnetsten Beispiele von Flussschluchten nördlich des 60. Breitengrades hervorgebracht.“

Die Eintragung erfolgte aufgrund der Kriterien (vii) und (viii).

„(vii): Der South Nahanni River ist einer der spektakulärsten Wildflüsse Nordamerikas, mit tiefen Schluchten, riesigen Wasserfällen und spektakulärem Karstgebiet, Höhlensystemen und heißen Quellen. Aufschlüsse geologischer und geomorphologischer Formen zeigen die Mäander alter Flüsse, die hoch über dem heutigen Flusspegel liegen.“

„(viii): Im Nahanni-Nationalpark zeigen sich laufende geologische Prozesse in außergewöhnlicher Weise, insbesondere fluviale Erosion, tektonische Hebung, Faltung und Canyon-Entstehung, Winderosion, Karst- und Pseudokarstformen sowie eine Vielzahl von heißen Quellen. Die geologischen und geomorphologischen Hauptformen bieten eine Kombination von geologischen Prozessen, die weltweit einzigartig sind.“

### Parkmanagement
Die Nahanni National Park Reserve wird von Parks Canada gemäß dem Canadian National Parks Act von 2002 und dem Parks Canada Agency Act von 1998 verwaltet, ferner nach dem MacKenzie Valley Resource Management Act aus dem Jahr 1998.
In Fort Simpson befindet sich das Verwaltungszentrum des Parks und in Nahanni Butte gibt es ein ganzjährig geöffnetes Besucherzentrum. Ein Managementplan wurde erstmals 1987 erstellt und 2004 erneuert. Im Jahr 2003 wurde zwischen Parks Canada und den Dehcho First Nations eine vorläufige Vereinbarung zur Parkverwaltung abgeschlossen.
Der Park wurde in drei Zonen eingeteilt:
- Zone I, Besonderer Schutz: in diesem Gebiet sind keine motorisierten oder mechanischen Anlagen erlaubt, außer für Einheimische. Sieben Bereiche, darunter mehrere heiße Quellen, die Deadmen Valley Sheep Licks und die Sand Blowouts befinden sich in dieser Zone.
- Zone II, Wildnis: dient dem Schutz der Wildnis und umfasst die gesamten Korridore des South Nahanni und Flat Rivers mit Ausnahme des unmittelbaren Gebietes der Virginia-Fälle und des Rabbitkettle Lake.
- Zone III, Wildniserholung: ist für Bereiche vorgesehen, die als Naturräume gelten, die aber ausgewählte Outdoor-Aktivitäten mit niedriger Dichte aushalten können, hierzu gehören auch der Rabbitkettle Lake und die Virginia-Fälle.

Das Zonenkonzept berücksichtigt die Aberntung von natürlichen Ressourcen durch Einheimische und andere traditionelle Aktivitäten wie Jagd, Fischerei und Fallenstellerei.
Für etwa 20 Themenbereiche wurde ein Monitoringprogramm eingerichtet, u. a. für die Wasserqualität, Waldbrände, Bären, Dall-Schafe, Brutvögel und Parkbesucher.

### Gefährdung

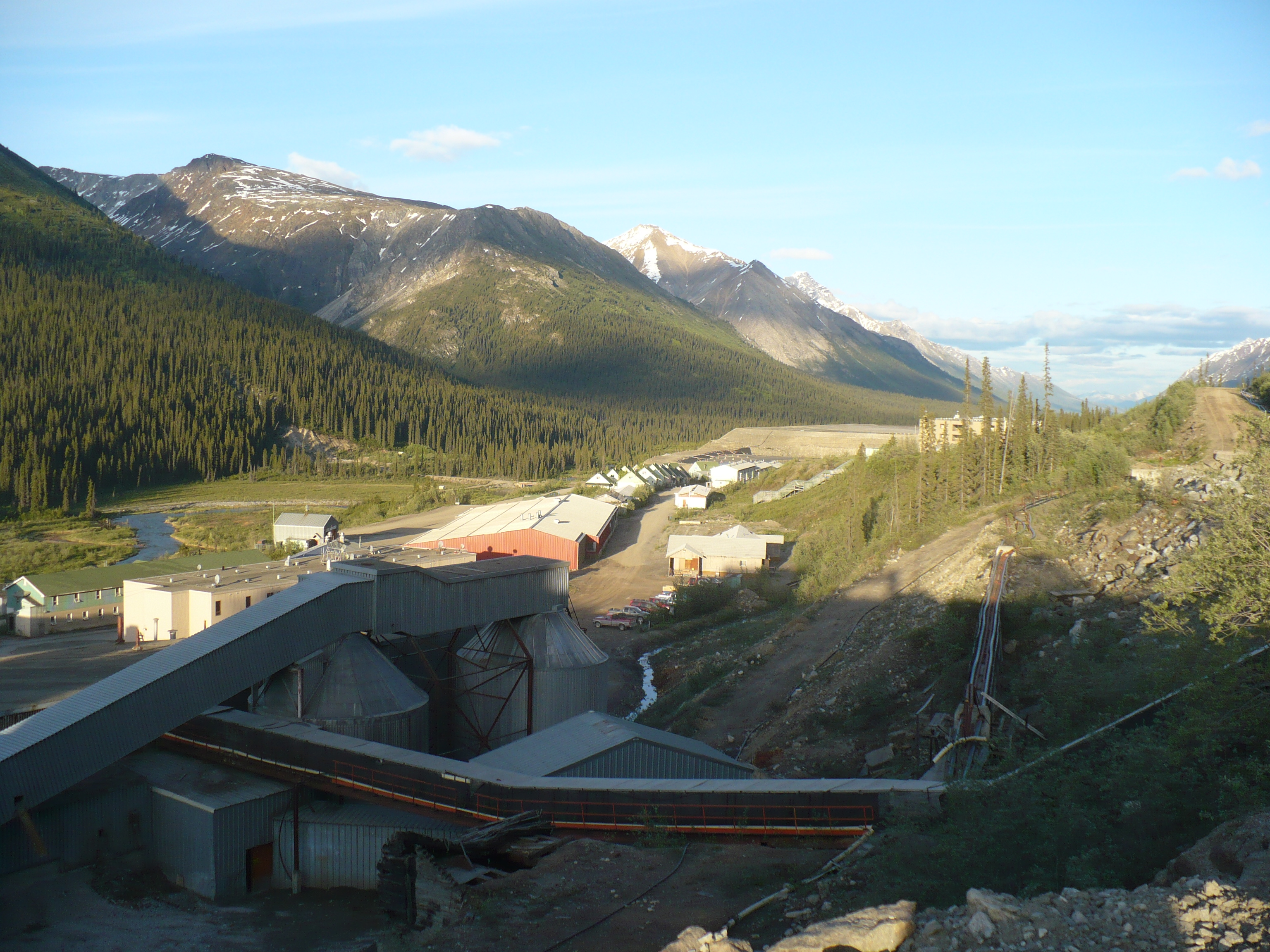
Bergbaustadt Tungsten

Wegen ihres Reichtums an Rohstoffen ist die Region für Bergbau, Öl- und Gasförderung von Interesse. Innerhalb der Wasserscheide gibt es mehrere alte Minen und noch andauernde Explorationen. Das unter anderem für die wirtschaftliche und industrielle Entwicklung der nördlichen Territorien zuständige Bundesministerium Indigenous and Northern Affairs Canada versucht diese Entwicklung auch hier voranzutreiben und hat vor einigen Jahren mit der Erteilung von Prospektionsgenehmigungen innerhalb des Gebiets begonnen. Das Mackenzie River Environmental Impact Review Board hat bereits Lizenzen für über 400 km an Öl- und Gasleitungen in diesem Gebiet genehmigt. Im Fall von Überschwemmungen oder Erdbeben, für die die Region anfällig ist, würde der Bergbau im Einzugsgebiet des Parks mit hoher Sicherheit seine Gewässer mit Chemikalien, Brennstoffen und Abwässern verschmutzen, was sich insbesondere negativ auf die Bestände der Karibu, Dall-Schafe und Fische auswirken würde.
Die Canadian Zinc Corporation besitzt seit 1983 ein stillgelegtes Zink-, Blei-, Silber- und Kupferabbaugebiet mit voll ausgebauter Infrastruktur am Prairie Creek, ein 15 km flussaufwärts gelegener Slot-Canyon-Nebenfluss, das sie nun ausbauen möchte und für das 2005 Genehmigungen erteilt wurden. Um das Gebiet zu erreichen, ist eine verbesserte, 165 km lange, ganzjährig befahrbare Straße durch die außergewöhnliche Karstlandschaft nördlich des Parks geplant, bei der jedoch keine Umweltverträglichkeitsprüfung vorgenommen wurde, wie vom Mackenzie Valley Land and Water Board gefordert wird. Transportstraßen und Bergbau können die Intaktheit des Standortes zerstören und das Grundwasser mit Verunreinigungen durch Arsen, Antimon und das in Erzen häufig vorkommende Quecksilber vergiften. Vor Ort werden 40 Tonnen Zyanid gelagert und der gifte Absetzteich befindet sich in einem Tal, das Sturzfluten und Erdbeben ausgesetzt ist. Das schwefelsäurehaltige Schmutzwasser würde sowohl über Land als auch unter der Oberfläche weite Strecken zurücklegen.
Die geplante Wiedereröffnung einer Wolframmine (bei Tungsten), die 45 km stromaufwärts am Flat River liegt und 2003 geschlossen wurde, könnte ebenfalls die Flüsse belasten. Die Parkmitarbeiter arbeiten mit Interessenvertretern des Greater Nahanni Ecosystem wie den Dehcho und Sahtu First Nations zusammen, um diese potentiellen Gefahren abzuwenden. 2003 wurde ein Abkommen unterzeichnet, das vorsah, den größten Teil vom South-Nahanni-Einzugsgebiet für fünf Jahre von der Bergbauerkundung auszuschließen. Die oberen 20 % des Einzugsgebietes wurden von den Sahtu zur Ausweisung als Schutzgebiet vorgeschlagen.